# ایران در گذر روزگاران
ایران در گذر روزگاران گفتگوهای مسعود لقمان با ماشاءالله آجودانی، داریوش آشوری، عبدالمجید ارفعی، مرتضی ثاقب‌فر، جلال خالقی مطلق، علی میرفطروس و عباس میلانی است که از سوی نشر شورآفرین منتشر شده است.

## درونمایه کتاب
ایران در گذر روزگاران با تاریخ باستان ایران آغاز می‌شود. با «شاهنامه» تاریخ میانه را پشت سر می‌نهد و با بررسی مشروطه و عصر رضاشاهی و، در فرجام، ملی شدن صنعت نفت گام به دوران معاصر می‌گذارد. افزون بر این‌ها، به بهانهٔ نگاهی به زندگی پژوهشگری نام‌آشنا، خواننده با زیست یکی از نخبگان و آنچه بر او در دوران شاه و پس از انقلاب رفته است آشنا می‌شود و در پایان با بررسی رویارویی زبان پارسی با دنیای مدرن گفتگوها به پایان می‌رسد.
نویسنده کتاب دربارهٔ آن گفته است: «ایران در گذر روزگاران داستان جستجویم برای فهم بهتر تاریخ و فرهنگ سرزمینی است که در آن بالیده‌ام و هستی خویش را وامدار آنم. در این جستجو کوشیده‌ام با پرسش از فرزانگانی که در حیطهٔ موضوع‌های طرح‌شده سرآمد زمانهٔ خویش‌اند به بینشی ژرف‌تر برای فهم بهتر تاریخ ایران دست یابم و دیگران را نیز در این معنا سهیم کنم. کوشش شده است پرسش‌ها نه به قصد چالش و به رخ کشیدن دانش، بلکه برای فهم بهتر و کسب بینشی ژرف‌تر پرسیده شود و پاسخ‌ها نیز پرسش‌مدار باشد، چراکه بر این باورم بیش از آنکه نیاز به پاسخ داشته باشیم، نیازمند پرسش‌های درستیم.»

## فهرست گفتگوها
- سرشت تاریخ‌نویسی در گفتگو با مرتضی ثاقب‌فر (جامعه و دین ایرانیان و یونانیان باستان)
- فرمان کوروش بزرگ و گل‌نبشته‌های تخت جمشید در گفتگو با عبدالمجید ارفعی (کوروش بزرگ نمونهٔ آرمانی یک شهریار دادگر در طول تاریخ است)
- دربارهٔ «شاهنامه» در گفتگو با جلال خالقی مطلق (گل رنج‌های کهن)
- بازخوانی انتقادی تاریخ معاصر ایران در گفتگو با ماشاءالله آجودانی (نقد تجدد در ایران باید مقدم بر نقد سنت باشد)
- بازیابی هویت ایرانی در عصر رضاشاهی در گفتگو با عباس میلانی (ایرانیت و تجدد از نگاه فروغی و ارانی)
- تاریخ، تاریخ‌نویسی و سیاست در ایران معاصر در گفتگو با علی میرفطروس (آسیب‌شناسی اندیشه و کنش سیاسی در ایران معاصر با نگاه به کارنامه سیاسی محمد مصدق)
- بازخوانی یک زندگی (یکی داستان پر آب چشم)
- رویارویی زبان فارسی با دنیای مدرن در گفتگو با داریوش آشوری (زبان و مدرنیت)[۱۰]